# Лугова (Талицький міський округ)
Лугова́ (рос. Луговая) — присілок у складі Талицького міського округу Свердловської області.
Населення — 285 осіб (2010, 296 у 2002).
Національний склад станом на 2002 рік: росіяни — 96 %.